# Operário Ferroviário Esporte Clube
L'Operário Ferroviário Esporte Clube és un club de futbol brasiler de la ciutat de Ponta Grossa a l'estat de Paranà.

## Història

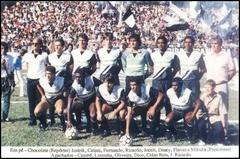
El club l'any 1990.

El club va ser fundat l'1 de maig de 1912 amb el nom Operário Sport Club, essent el segon club més antic de l'estat de Paranà. El nom Operário Ferroviário Esporte Clube fou adoptat el maig de 1933 en fusionar-se amb el Club Atlético Ferroviário. El 1970 s'uní al Guarani Sport Club formant l'Associação Pontagrossense de Desportos. Aquesta unió es desfeu el 1974. Fou campió de la segona divisió estatal el 1969. Mai guanyà el campionat de Primera Divisió però fou segon classificat en 14 ocasions. Participà en el Campeonato Brasileiro Série A el 1979 i al Campeonato Brasileiro Série B el 1980, 1989, 1990 i 1991.

## Estadi
Juga a l'Estadi Germano Kruger, també anomenat Estádio Vila Oficinas. Té una capacitat per a 13.000 espectadors.

## Palmarès
- Campionat paranaense de Segona Divisió:
  - 1969, 2018
- Campionat paranaense:
  - 2015
- Campionat brasiler de Quarta Divisió:
  - 2017
- Campionat brasiler de Tercera Divisió:
  - 2018